# Fangbone: Aventuras cavernícolas
Fangbone: Aventuras cavernícolas (en inglés Fangbone!) es una serie animada canadiense, producida por Radical Sheep Productions y Pipeline Studios en asociación con DHX Media. La serie se emitió por primera vez en marzo de 2016 en Disney XD, y actualmente en Family Chrgd desde la adquisición de los derechos de la programación de Disney Channel en Canadá por parte de Corus Entertainment. El programa se basa en los libros de Michael Rex.
Se estrenó en España el 1 de septiembre de 2017 en Netflix.

## Sinopsis
Fangbone es un guerrero bárbaro de nueve años, proveniente de Skullbania (Craneovania en Latinoamérica), que ha aterrizado en la clase de tercer grado de la escuela Eastwood Elementary para salvar su tierra natal del vil villano, Venomous Drool. Con la ayuda de su nuevo compañero Bill, un niño adorable, normal y algo torpe, Fangbone superara a sus enemigos mientras descubre el mundo moderno y las realidades de su propio mundo.

## Reparto
| Personaje      | Actor de voz                                             | Actor de doblaje (Latinoamérica) |
| -------------- | -------------------------------------------------------- | -------------------------------- |
| Fangbone       | Taylor Abrahamse                                         | Paolo Campos                     |
| Bill Goodwin   | Colin Doyle                                              | Eder La Barrara                  |
| Venomous Drool | Juan Chioran                                             | Kevin García                     |
| Sauce Mágico   | Mike Kiss                                                | Kavier Koa                       |
| Srita. Gillian | Kathy Lasky                                              | Elena Díaz Toledo                |
| Eddy           | Stacey DePass                                            | Rebeca Aponte                    |
| Dibby          | Shemar Charles (episodio 1) Cameron Ansell (episodio 2-) | Walter Claro                     |
| Patty          | Denise Oliver                                            | Mariangny Álvarez                |
| Robert         | Matt Baram                                               | Jesús Valecillos                 |
| Selena         | Denise Oliver                                            | Gabriela Belén                   |
| Stacy          | Stacey DePass                                            | Sixnalie Villalba                |

## Emisión internacional
El espectáculo se estrenó en Disney XD en los Estados Unidos el 5 de julio de 2016 y se estrenó en los canales internacionales Disney XD más tarde el 25 de febrero de 2017 en el Sudeste Asiático, y en diciembre de 2021 como parte del especial Portal XD del parte del canal Disney XDAmérica Latina. El 15 de octubre de 2016, se emitió por primera vez en Australia en ABC Me. En Francia, se emitió por primera vez en Canal J el 18 de marzo de 2017. En el Reino Unido comenzó a transmitirse por CITV el 3 de abril de 2017. Se estrenó en España el 1 de septiembre de 2017 en Netflix.